# Forum per la Restaurazione della Democrazia - Kenya
Il Forum per la Restaurazione della Democrazia - Kenya (in inglese: Forum for the Restoration of Democracy – Kenya - FORD-Kenya) è un partito politico fondato in Kenya nel 1991.
Alle elezioni generali del 2013 ha sostenuto Raila Odinga, che ha ottenuto il 43,7% dei voti risultando sconfitto da Uhuru Kenyatta; alle elezioni legislative ha conseguito 10 seggi su 349.
Alle elezioni generali del 2022 ha sostenuto Raila Odinga, che ha ottenuto il 48,85% dei voti risultando sconfitto da William Ruto; alle elezioni legislative ha conseguito 6 seggi su 349.